# Назъбен масив
В програмирането назъбен масив (на английски: Jagged Array), познат още като нащърбен масив, е масив от масиви чиито елементи могат да бъдат с различна дължина. При визуализиране на такъв масив, той получава назъбен вид, откъдето идва името. За разлика от назъбения масив, в езиците като C, двуизмерните масиви са винаги правоъгълни, т.е. елементите им са с равна дължина.
Назъбеният масив представлява двуизмерен масив, като първоначално се декларира дължината му, т.е. колко масиви ще се съдържат като елементи на назъбения масив. След това всеки елемент се декларира като масив поотделно със съответната дължина.
В някои езици, като C#, е възможно смесване на назъбени и многомерни масиви, т.е. един назъбен масив може да съдържа като елементи двуизмерни масиви с различна дължина.
Масиви от масиви в езици като Java, Python (многомерни списъци), Ruby, Visual Basic.NET, Perl, PHP, JavaScript, Objective-C, Swift, и Atlas Autocode се имплементират като Iliffe vectors.

## Назъбен масив в .NET Framework
В .NET Framework назъбеният масив представлява масив от масиви т.е. всеки негов ред на практика е масив, който може да има различна дължина от останалите в назъбения масив, но не може да има различна размерност.
Особено при декларирането му е, че няма една двойка скоби, както при обикновените масиви, а имаме вече две двойки такива.

Възможно е декларирането, заделянето и инициализацията на един масив от масиви да се извършва в един израз
```
int
[][]
 
myJaggedArray
 
=
 
{

    
new
 
int
[]
 
{
1
,
3
,
5
,
7
,
9
},

    
new
 
int
[]
 
{
2
,
4
,
6
},

    
new
 
int
[]
 
{
3
,
12
,
57
,
56
,
58
}

};

```

### Инициализиране и достъп до елементите
Достъпът до елементите на масивите, които са част от назъбения е по индекс. Интересно е, че елементи на назъбения масив може да са не само едномерни масиви, но и многомерни такива. 
```
int
[][,]
 
jaggedOfMulti
 
=
 
new
 
int
[
3
][,];

jaggedOfMulti
[
0
]
 
=
 
new
 
int
[,]
 
{
 
{
9
,
27
},
 
{
10
,
20
}
 
};

```

### Разположение в паметта
Назъбените масиви съдържат само референции към масивите, а не самите тях. Тъй като не знае каква ще е размерността на всеки от масивите, CLR заделя само референцията за тях. Чак след като се задели памет за някой от масивите елементи на назъбения, тогава се насочва указателя към новосъздадения блок динамична памет.

### Производителност (наанглийски:Computer performance)
Въпреки че инициализацията на назъбен масив отнема повече време, в много случаи, при обхождане, той работи по-ефективно в сравнение със стандартния многомерен масив и спестява ресурси. В специфични ситуации той може да бъде средство за оптимизация на кода.

## Примери
В C#, назъбени масиви се правят със следния код:
```
int
[][]
c
;

c
=
new
 
int
[
2
][];
 
// creates 2 rows

c
[
0
]
=
new
 
int
[
5
];
 
// 5 columns for row 0

c
[
1
]
=
new
 
int
[
3
];
 
// create 3 columns for row 1

```

В Java назъбени масиви се правят по подобен начин, както в C#:
```
int
 
twoD
[][]
 
=
 
new
 
int
[
4
][]
;

    
twoD
[
0
]
 
=
 
new
 
int
[
1
]
;

    
twoD
[
1
]
 
=
 
new
 
int
[
2
]
;

    
twoD
[
2
]
 
=
 
new
 
int
[
3
]
;

    
twoD
[
3
]
 
=
 
new
 
int
[
4
]
;

```

В C++/CLI, назъбени масиви могат да бъдат направени така:
```
using
 
namespace
 
System
;

int
 
main
()

{

array
<
array
<
double
>
 
^>
 
^
 
Arrayname
 
=
 
gcnew
 
array
 
<
array
<
double
>
 
^>
 
(
4
);
// array contains 4

//elements

return
 
0
;

}

```

В VB.NET назъбени масиви се правят така:
```
Dim
 
all_values
()()
 
As
 
Integer
 
=
 
{
 
_

    
New
 
Integer
()
 
{
1
,
 
2
,
 
3
},
 
_

    
New
 
Integer
()
 
{
4
,
 
5
}
 
_

}

```

В Python, назъбените масиви не са имплементирани, но могат да бъдат симулирани със списъци (на английски: List), за да се създаде многомерен списък, който поддържа различни многомерни матрици.
```
multi_list_3d
 
=
 
[[[]
 
for
 
i
 
in
 
range
(
3
)]
 
for
 
i
 
in
 
range
(
3
)]
 
# [[[], [], []], ], [], [, ], [], []

multi_list_5d
 
=
 
[[[]
 
for
 
i
 
in
 
range
(
5
)]
 
for
 
i
 
in
 
range
(
5
)]
 
# [[[], [], [], [], []], ], [], [], [], [, ], [], [], [], [, ], [], [], [], [, ], [], [], [], []

```

## Визуализация наТриъгълник на Паскалс назъбен масив
```
classPascalTriangle

{

      
static
 
void
 
Main
()

      
{

            
const
 
int
 
HEIGHT
 
=
 
12
;

 

            
// Allocate the array in a triangle form

            
long
[][]
 
triangle
 
=
 
new
 
long
[
HEIGHT
 
+
 
1
][];

 

            
for
 
(
int
 
row
 
=
 
0
;
 
row
 
<
 
HEIGHT
;
 
row
++
)

            
{

                  
triangle
[
row
]
 
=
 
new
 
long
[
row
 
+
 
1
];

            
}

 

            
// Calculate the Pascal's triangle

            
triangle
[
0
][
0
]
 
=
 
1
;

            
for
 
(
int
 
row
 
=
 
0
;
 
row
 
<
 
HEIGHT
 
–
 
1
;
 
row
++
)

            
{

                  
for
 
(
int
 
col
 
=
 
0
;
 
col
 
<=
 
row
;
 
col
++
)

                  
{

                        
triangle
[
row
 
+
 
1
][
col
]
 
+=
 
triangle
[
row
][
col
];

                        
triangle
[
row
 
+
 
1
][
col
 
+
 
1
]
 
+=
 
triangle
[
row
][
col
];

                  
}

            
}

 

            
// Print the Pascal's triangle

            
for
 
(
int
 
row
 
=
 
0
;
 
row
 
<
 
HEIGHT
;
 
row
++
)

            
{

                  
Console
.
Write
(
""
.
PadLeft
((
HEIGHT
 
–
 
row
)
 
*
 
2
));

                  
for
 
(
int
 
col
 
=
 
0
;
 
col
 
<=
 
row
;
 
col
++
)

                  
{

                        
Console
.
Write
(
"{0,3} "
,
 
triangle
[
row
][
col
]);

                  
}

                  
Console
.
WriteLine
();

            
}

      
}

}

```